# Матільда Палфіова
Матільда Палфіова (чеськ. Matylda Pálfyová, 11 березня 1912, Округ Кошиці-околиця — 23 вересня 1944, Брестовани, Трнава) — чехословацька гімнастка, срібна призерка олімпійських ігор, чемпіонка світу.

## Біографічні дані
На Олімпіаді 1936 Матільда Палфіова зайняла 2-е місце в командному заліку. В індивідуальному заліку вона зайняла 16-е місце. Також зайняла 31-е місце у вправах на брусах, 20-е — у вправах на колоді, 8-е — в опорному стрибку.
На чемпіонаті світу зі спортивної гімнастики 1938 в Празі Матільда Палфіова завоювала золоті медалі в команді, на паралельних брусах (разом з Властою Декановою), у вільних вправах і бронзову медаль в абсолютному заліку.
Трагічно загинула у віці 32 роки, впавши з коня і пробивши череп.